# Миереа (Бузау)
Миереа (рум. Mierea) насеље је у Румунији у округу Бузау у општини Вернешти. Oпштина се налази на надморској висини од 153 m.

## Становништво
Према подацима из 2002. године у насељу је живело 477 становника, од којих су сви румунске националности.